# Saint-Frion
Saint-Frion ist eine Gemeinde in Frankreich. Sie gehört zur Region Nouvelle-Aquitaine, zum Département Creuse, zum Arrondissement Aubusson und zum Kanton Felletin. Sie grenzt im Westen an Felletin, im Nordwesten an Moutier-Rozeille (Berührungspunkt), im Norden an Sainte-Feyre-la-Montagne, im Nordosten an Néoux, im Osten an Pontcharraud, im Südosten an Saint-Georges-Nigremont und im Süden an Poussanges.

## Bevölkerungsentwicklung
| Jahr      | 1962 | 1968 | 1975 | 1982 | 1990 | 1999 | 2008 | 2013 |
| --------- | ---- | ---- | ---- | ---- | ---- | ---- | ---- | ---- |
| Einwohner | 272  | 238  | 225  | 191  | 180  | 177  | 194  | 251  |

## Sehenswürdigkeiten
- Kapelle Fonteyne
- Schloss Bas-Bouteix, Monument historique

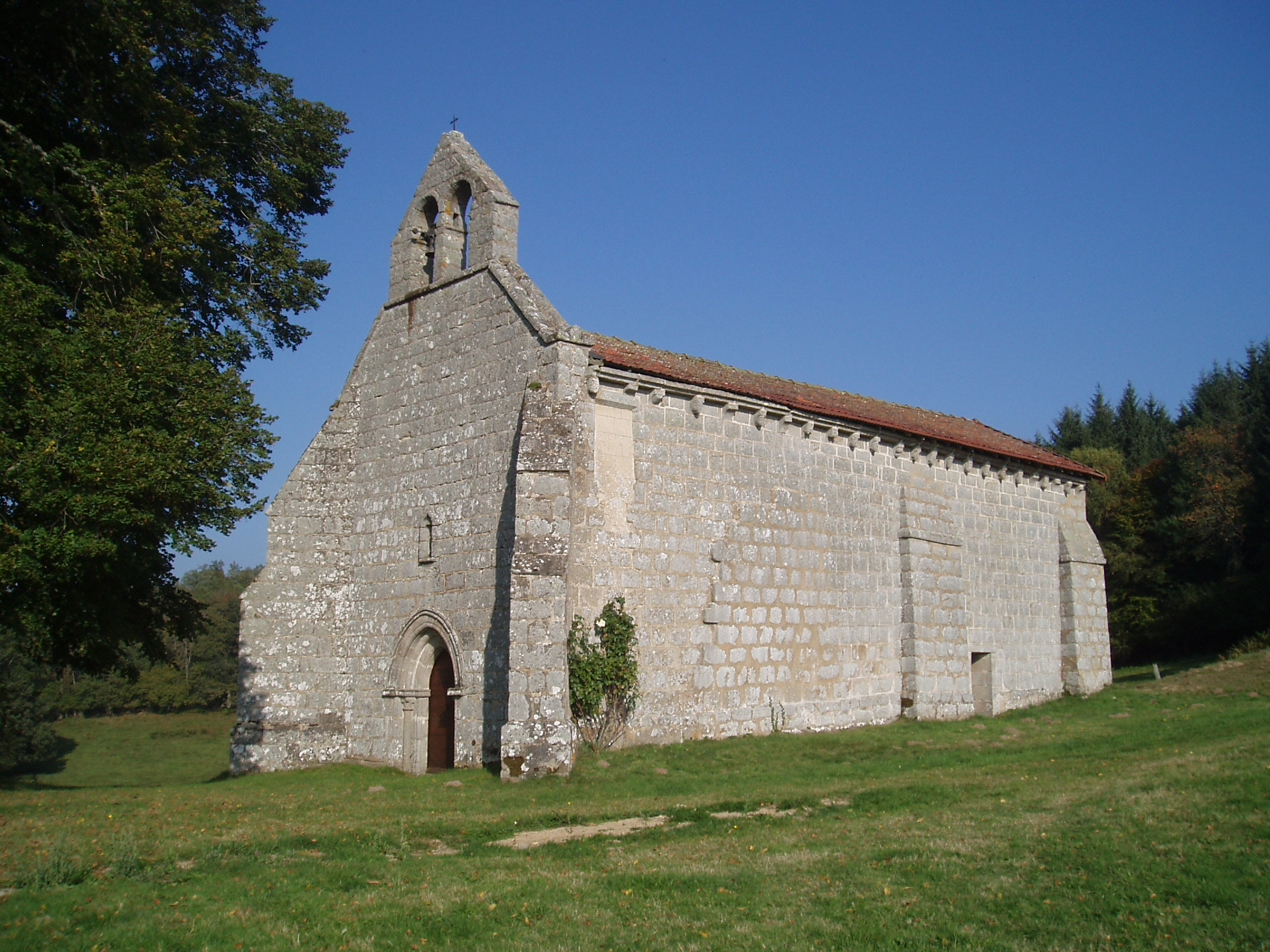
Kapelle Fonteyne
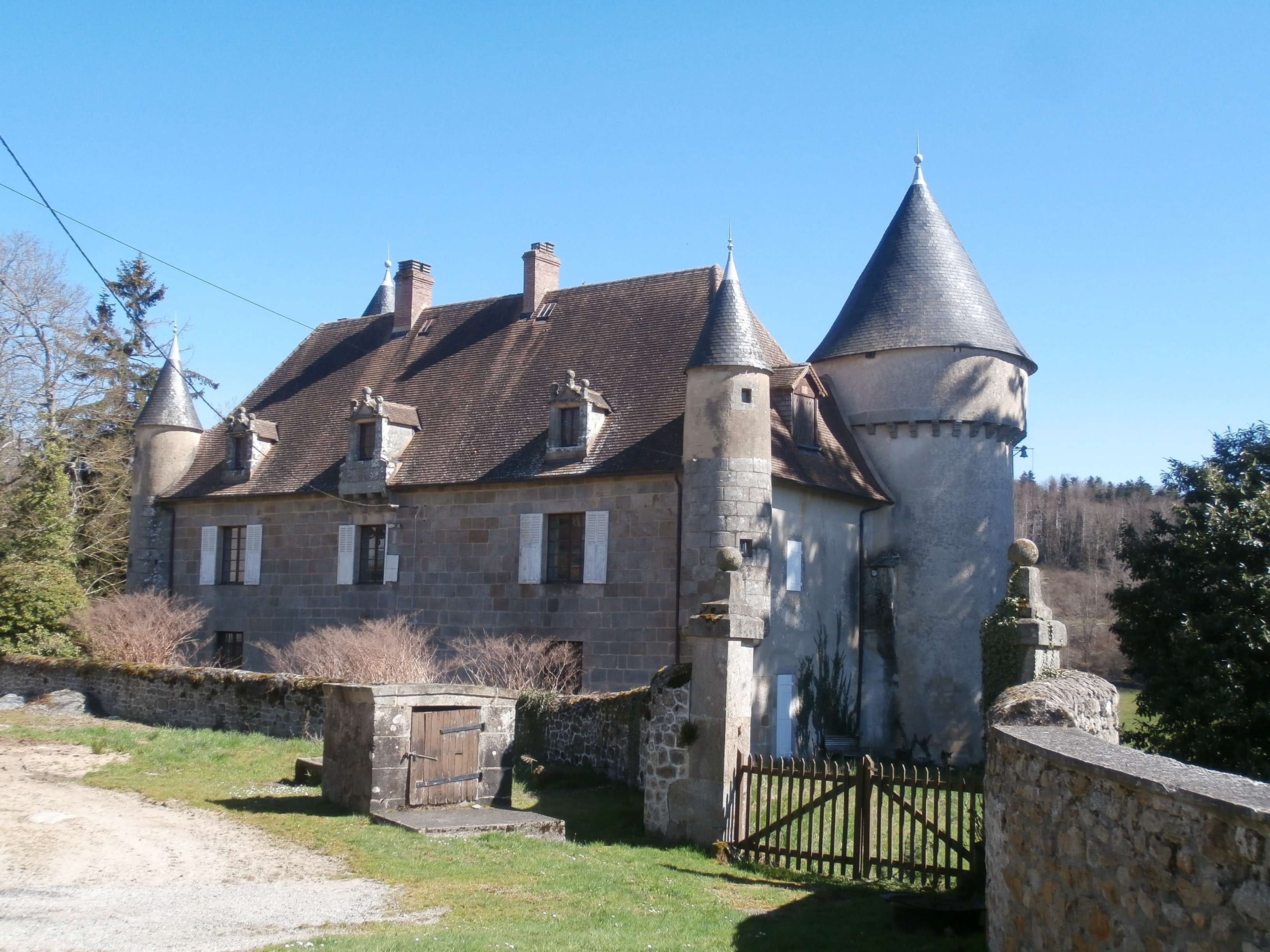
Schloss Bas-Bouteix